# Rhynchospora colorata
Rhynchospora colorata, también conocida como estrella blanca y punta blanca, es una planta perenne con brácteas blancas, lo que le da la apariencia de pétalos blancos con puntos largos y verdes. Es nativo del sudeste de América del Norte, desde Virginia oeste hasta Nuevo México en los Estados Unidos y al sur hacia las islas del Caribe.
La inflorescencia es un grupo denso de pequeñas espigas, cada una con varias flores diminutas. Se asienta sobre 3–10 brácteas verdes y blancas que crecen hasta 10–15 cm de largo. Se parecen mucho a las hojas, pero las hojas reales surgen de la base de la planta.

## Galería

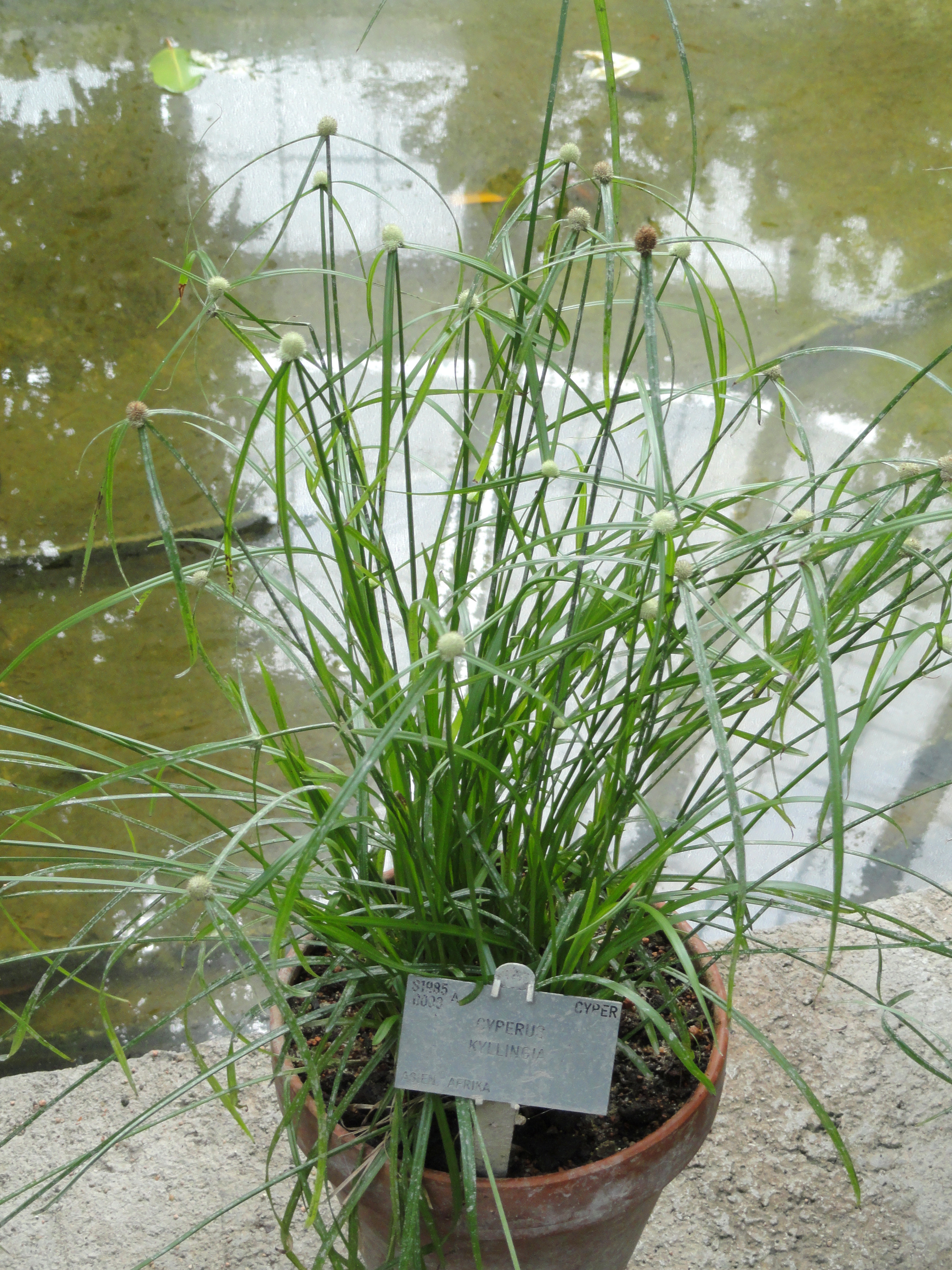
Especímenes en el Jardín Botánico de Copenhague.
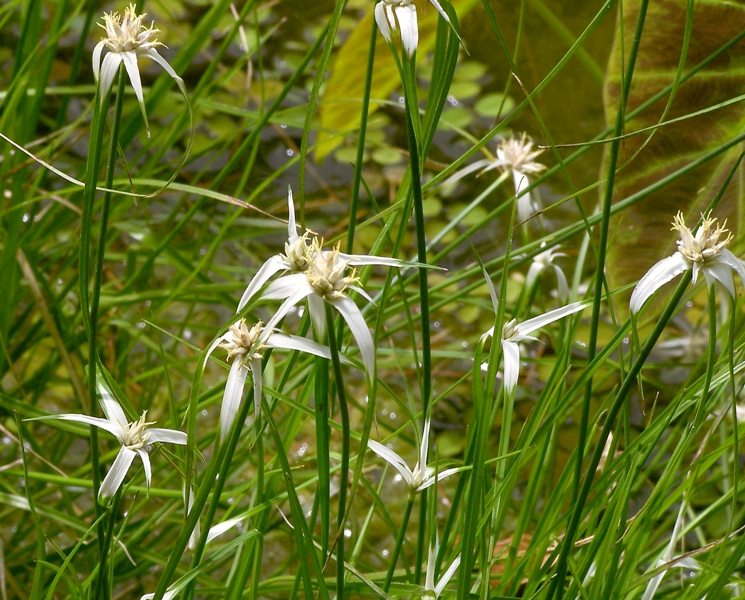